# Nefa
NEFA (Norrköpings Elektrotekniska Fabriker AB), var ett företag som låg utmed Finspångsvägen i Norrköping och som utvecklade och tillverkade främst radio & TV under perioden 1940–1974. Därefter fram till 1989 under namnet Philips Norrköpingsindustrier AB. Fram till 2014 bedrev Whirlpool tillverkning av mikrovågsugnar i samma lokaler.

## Bakgrund
Bakgrunden till att fabriken anlades var andra världskrigets utbrott. Inom Philips var man orolig för att kriget skulle hindra leveranser av radioapparater till Sverige. Lösningen var då att bygga en fabrik och starta utveckling och tillverkning inom landet. Fabriken började byggas år 1939 i Norrköping med adress Lundatorpsvägen. Tillverkningen kom vid starten 1940 att även omfatta dotterbolagen Dux och Stern & Sterns produkter (Senare även AGA, Radiola och Concerton). NEFA tillverkade enbart radioapparater fram till 1955 då även tillverkning av TV-apparater startade. TV var på den tiden enbart svart-vit.
Färg-TV produktionen startade år 1966. Produktionen av svart-vit TV upphörde tre år senare dvs 1969 i samband med att färg-TV tog allt större del av marknaden.
1974 ändrade man namnet till Philips Norrköpingsindustrier AB (PNRK). Produktionen bestod då främst av färg-TV men även radio- och stereoapparater, fjärrkontroller samt mikrovågsugnar. Utvecklingen av mikrovågsugnar inom Philipskoncernen skedde i huvudsak i Norrköping och startade redan under 1960-talet. Produktionen ökade sedan år efter år. År 1979 upphörde produktionen av audioprodukter, dvs radio och ljudförstärkare. Tillverkningen av färg-TV upphörde 1987. Kvar var nu fjärrkontroller och mikrovågsugnar.
Philips startade 1989 tillsammans med Whirlpool utveckling och tillverkning av enbart mikrovågsugnar i den gamla NEFA-fabriken under namnet IREMDA Norrköping AB. År 1993 övertog Whirlpool hela verksamheten från Philips och bytte samtidigt namn till Whirlpool Sweden AB.